# بول كوركم
بول بروس كوركم (30 أكتوبر 1943) فيزيائي كندي متخصص في فرع أتوفيزياء وعلوم الليزر .